# Väteraufbruch für Kinder
Väteraufbruch für Kinder e. V. (kurz: Väteraufbruch oder VAfK) ist ein deutscher Verein, der teils als Selbsthilfegruppe, teils als politischer Verein und Interessenvertretung im Bereich der Väter- und Männerrechtsbewegung die Rechte von Männern stärken will und den Wert des Vaters betont.

## Geschichte
Der Verein wurde 1988 gegründet. Er zählt zu den größten Väterinitiativen in Deutschland. Nach eigenen Angaben hat der Verein rund 4000 Mitglieder, die sich in rund 100 lokalen Gruppen engagieren, davon zehn Prozent Frauen. Er ist als gemeinnützig anerkannt, sein Sitz ist Frankfurt am Main.

## Tätigkeit und Ziele
Auf Bundesebene beschäftigt sich der Verein hauptsächlich mit Öffentlichkeitsarbeit in Form von Petitionen, offenen Briefen, Kontaktaufnahme zu den Medien, Teilnahme an Talkshows und Fernsehdokumentationen und Verhandlungen mit Parteien und Verbänden. Der Verein ist Mitglied im Bundesforum Männer. Auf Landesebene gibt es Zusammenschlüsse, um die Politik der Bundesländer besser zu beeinflussen. Seit 2003 veranstaltet der Verein jährlich einen Familienkongress für die Fachöffentlichkeit. Darüber hinaus hält der Verein Mitgliederversammlungen und Bundesaktiventreffen ab, betreut eine Homepage und vernetzt verschiedene Diskussionsgruppen über das Internet.

### Familienrecht
Der VAfK setzt sich für die gemeinsame Sorge und partnerschaftliche Betreuung der Kinder, insbesondere nach elterlicher Trennung, ein. Aus Sicht des Vereins hätten nicht alle Mütter nach einer elterlichen Trennung die Kinder unfreiwillig bei sich wohnen und gleiches gelte für das allein erziehen; einige würden dies so wollen, obwohl ein betreuungswilliger und auch -fähiger Vater zumindest anfangs bereitstehe, bis er gegebenenfalls resignieren müsse. Der VAfK sieht Männer als Opfer von Trennung und Scheidung und vertritt die Ansicht, dass die bestehende Rechtspraxis der Gerichte Frauen und Mütter bevorzuge und Männer und Väter diskriminiere. Nach Darstellung des Vereins müssen die Rechte von Männern und Vätern gegenüber Frauen und Müttern sowie gegen einen angeblich Frauen privilegierenden Staat durchgesetzt werden.
Der VAfK setzt sich nach eigenen Angaben für eine gemeinsame Betreuung von Kindern nach einer Trennung oder Scheidung ein. Er fordert die vollständige Umsetzung einer Entscheidung des Europäischen Gerichtshofs in nationales Recht, nach welcher unverheiratete Eltern das gemeinsame Sorgerecht von der Geburt eines Kindes an bekommen. Gefordert werden ferner die Abschaffung oder radikale Beschränkung des Erwachsenenunterhalts sowie eine Einschränkung des Kindesunterhalts in Abhängigkeit vom Umfang der vom Vater geleisteten Betreuung. Der VAfK engagiert sich nach eigenen Angaben für Kinder, die von ihren Vätern getrennt leben, weil ihre Mütter den Umgang zu den Vätern verweigerten. Dementsprechend enthält die Internetseite des Vereins viele Informationen zur „Eltern-Kind-Entfremdung“ (Parental Alienation Syndrome (PAS)). Informationsmaterial zu Richard A. Gardner, der das Syndrom erstmals postuliert hat, und seinen deutschsprachigen Vertretern stellt der Verein auch auf seiner Internetseite zur Verfügung. Ein regionaler Verband des VAfK organisierte 2002 einen internationalen Kongress zur PAS.
Der VAfK sieht im Fall Görgülü die ganze Problematik des derzeit bestehenden Umgangsrechts für Väter, die von ihren Kindern getrennt leben müssen, exemplarisch verdeutlicht und hat deshalb diesen Fall öffentlich gemacht.

### Vaterschaftstests
Der VAfK nahm Stellung zum Urteil des Bundesverfassungsgerichts vom 13. Februar 2007, welches heimliche Vaterschaftstests für verfassungswidrig erklärte und zum Gesetz zur Klärung der Vaterschaft unabhängig vom Anfechtungsverfahren. Der Verein wolle trotz des Urteils für „selbstbestimmte“ Vaterschaftstests eintreten, weil diese „vorerst nicht unter Strafe gestellt“ seien. Der Verein argumentierte, dass die Kenntnis der eigenen Abstammung eine hohe psychologische und existenzielle Bedeutung für das Kind habe und bewertete es als „schwere Bürde“, den Vater nicht zu kennen, die medizinischen Beeinträchtigungen beim Kind verursache. Außerdem sei das Kind statistisch eher in Gefahr, von einem Partner der Mutter, der nicht der leibliche Vater des Kindes ist, getötet zu werden, als vom leiblichen Vater. Der Verein nannte die beiden Ausnahmesituationen Tötung und Organtransplantation als Begründung für das postulierte Interesse des Kindes an der Abstammung. Darüber hinaus könne es zwar gute Beziehungen zwischen sozialen Vätern und den Kindern geben, im Kindeswohl sei (der BGH bestätige dies) laut dem VAfK jedoch stets das Interesse, die rechtliche Beziehung zum leiblichen Vater zu behalten bzw., wenn diese noch nicht eingetreten ist, herzustellen. Die Mutter befinde sich laut dem VAfK in einem potenziellen Interessenkonflikt, da sie ihre eigenen Interessen mit dem Kindeswohl verwechseln könne. Dies könne auf Väter genauso zutreffen. Hinsichtlich des moralischen Status von Frauen geht der Verein davon aus, dass die unverheiratete schwangere Frau, die „zwischen mehreren ihr gleich nah oder gleich ferne stehenden Männern wählen kann“, sich den als Vater aussuche, der ihren Vorstellungen von Elternschaft entspreche. Das Recht eines Elternteiles auf Wahrung seiner Intimsphäre sei laut VAfK gegenüber dem Recht des Kindes auf Kenntnis der eigenen Abstammung zu vernachlässigen.

## Kritik
In den 1980er Jahren unterstützte der Verein hauptsächlich die Position von Männern nach Trennung und Scheidung sowie Nichtehelichen. Inzwischen vertreten einige Ortsverbände rechtskonservative Positionen. Außerdem betätigt sich der Verein teilweise antifeministisch, so Thomas Gesterkamp. Der seit 2015 in Nürnberg stattfindende Genderkongress beruft sich inhaltlich auf die Arbeit von Väteraufbruch-Lokalverbänden und gilt als „Anti-Gender-Veranstaltung“.